# Kikimora
Kikímora (en rus: кики́мора, IPA: [kʲɪˈkʲimərə]) és una criatura llegendària, un esperit femení de la llar de la mitologia eslava. El seu paper a la llar sol estar juxtaposat amb el del domovoi, mentre que un d'ells es considera un esperit "dolent" i l'altre, és considerat un esperit "bo". Quan la kikímora habita en una casa, viu darrere de l'estufa o en el soterrani, i generalment produeix sorolls similars als que fan els ratolins per a obtenir menjar.
Kikimory (en plural) va ser la primera explicació tradicional per a la paràlisi del son en el folklore rus.
La paraula kikímora es creu que ha derivat de la paraula udmurto kikka-murt, que significa espantaocells (literalment persona feta de bosses), encara que també existeixen altres hipòtesis etimològiques. El OED (Oxford dictionary) vincula a mora amb la paraula egua (mare en anglès) del malson; a més, l'evidència lingüística no concloent suggereix que la paraula francesa cauchemar també podria haver derivat de la mateixa arrel.